# 喀什戰役 (1934年)
喀什之戰是1934年初中華民國大陸時期新疆省的一次军事对抗。新編36師的回族軍隊與東突厥斯坦伊斯蘭共和國交戰，最終回族部隊獲勝。

## 戰役經過
1933年11月12日，沙比提大毛拉在喀什成立东突厥斯坦伊斯兰共和国。缺席推举哈密维吾尔族反金暴动领导人和加尼牙孜·阿吉任总统，但和加尼牙孜一开始对这个政府不感兴趣。
戰鬥開始時由阿不都拉·布格拉和其他倡導東突独立的领导人带领维吾尔族、柯尔克孜族的泛突厥战士，在6天内4次攻击喀什的马占仓领导的回族和信仰伊斯兰教的汉族穆斯林士兵。和加尼牙孜的親信，新编第6师师长马木提·穆依提率3000余人也参与了战斗，他的哈密维吾尔士兵从阿克苏经过300英里长途跋涉于1月13日到达喀什，参加对疏勒县城的围攻，目的是赶走当地的回族。马绍武和马占仓拼死抵抗，伤亡日增，粮弹将尽，此时马仲英在与苏联支持的盛世才军队交战中失利，败退南疆，部下马世明率马福元、鲜福海二团6000人疾驰喀什增援，在巴楚大败东突武装，2月6日从伽师猛攻疏勒，内外夹击东突部隊。此时马绍武与马占仓困守危城13个月，造成对方严重的人员伤亡。马世明也战死沙場。隨後东突部隊败退英吉沙尔。
疏勒解围后，新编第36师马福元猛攻喀什，希望通过攻击东突厥斯坦伊斯兰共和国的柯尔克孜族、维吾尔族叛军来解救马占仓及其部队。突厥语士兵被马福元、马占仓击败。据估计，为报复克孜尔大屠杀，有2000到8000维吾尔族平民丧生。
1934年2月13日，马仲英的部将马福元的回族军队宣誓效忠南京的國民黨政府，在马占仓和马福元的要求下，宣布喀什噶爾前道尹马绍武代表國民政府行使喀什的军政大权。

## 後續
1934年3月，在两个独立事件中几个英国公民在领事馆被新36师杀害。西方人在报道中将回族称为“东干部落”，最初的报道是2000维吾尔人、几名英国领事馆人员被杀。听说了回族军队的暴行后，叶尔羌、和田的维吾尔、柯尔克孜部落的人都赶来支援。
1934年4月，马仲英在艾提尕尔清真寺亲自发表演讲，告诉维吾尔人忠于南京国民政府。